# البنك الروسي الصيني

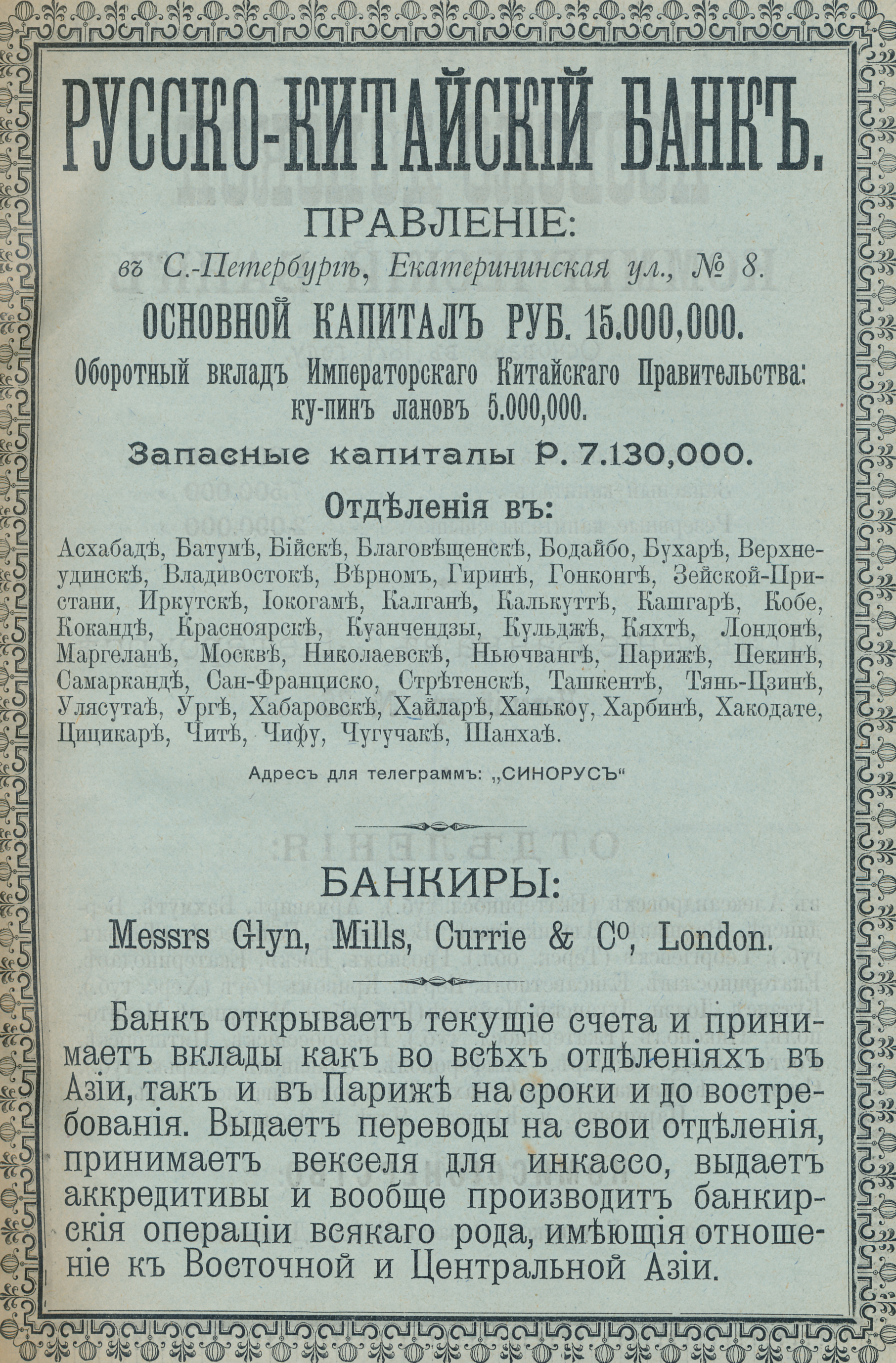
إعلان للبنك الروسي الصيني، 1907

كان البنك الروسي الصيني (بالروسية: Русско-Китайский банк، بالفرنسية: Banque russo-chinoise، بالصينية التقليدية: 華俄道勝銀行) بنكًا أجنبيًا، تأسس عام 1895، وكان يمثل المصالح الفرنسية والروسية المشتركة في الصين خلال أواخر عهد أسرة تشينغ. اندمج عام 1910 مع بنك الشمال، وهو بنك محلي كبير في روسيا، برعاية فرنسية، ليشكلا معًا البنك الروسي الآسيوي.

## تاريخ
بموجب معاهدة شيمونوسيكي (1895) التي أنهت الحرب الصينية اليابانية الأولى، كان على إمبراطورية تشينغ أن تدفع تعويضًا كبيرًا لليابان. كان الفرنسيون والروس مشاركين في تجميع قروض الحكومة الصينية لجمع أموال التعويض، وسرعان ما شعروا بالحاجة إلى مؤسسة مخصصة للتعامل مع القروض المقابلة.  
أتخذ قرار إنشاء البنك الروسي الصيني في 5 ديسمبر 1895 في السفارة الروسية في باريس،  وهي مبادرة مشتركة بين وزير المالية الروسي سيرجي ويت والدبلوماسي الفرنسي أوغست جيرارد.  جمع البنك المساهمين الروس (37.5 في المائة من رأس المال الأولي) والمصالح الفرنسية المجمعة من قبل بنك باريس والأراضي المنخفضة (62.5 في المائة)، مع مشاركة أيضًا من كريدي ليونيه، وكومبتوار ناشيونال ديسكوبت دو باريس وبنك هوتينجير.    في حين اجتمع مجلس إدارته في باريس، فإن سانت بطرسبرغ هي المكان القانوني لتأسيسه ومقر إدارته التنفيذية.  افتُتح للعمل في 21 يناير 1896 في سانت بطرسبرغ. 
افتتح البنك على الفور فرعًا في شنغهاي في فبراير 1896.  في 28 أغسطس 1896 دخل في شراكة مع الحكومة الإمبراطورية الصينية لبناء خط السكة الحديد الشرقي الصيني، حيث عمل كقناة لتمويل المشروع من الحكومة الروسية، وتلقى أيضًا تمويلًا رأسماليًا من السلطات الصينية - وهي المرة الوحيدة على الإطلاق التي شاركت فيها إمبراطورية تشينغ في رأس مال مؤسسة أجنبية.  في اللغة الصينية، كان يُشار إلى البنك آنذاك باسم "بنك انتصار الحق الصيني الروسي" (الصينية التقليدية: 華俄道勝銀行).  بحلول عام 1902، أصبح ثاني أكبر بنك في الصين،  وخامس أكبر بنك في القطاع الخاص في الإمبراطورية الروسية.  :43في عام 1898، استحوذ بنك الدولة للإمبراطورية الروسية على حصة كبيرة من رأس مال البنك الصادر حديثًا.  سادت المصالح الروسية لاحقًا في إدارة البنك، وهُمّش أصحاب المصلحة الفرنسيون. في البداية، ركّز البنك الروسي الصيني نشاطه شمال نهر اليانغتسي لتجنب التنافس جنوبًا مع بنك الهند الصينية الذي ترعاه فرنسا، إلا أن البنك انتهك هذا الاتفاق بافتتاح مكتب في هونج كونج في عام 1904. 
في فبراير 1904، افتتح البنك فرعًا آخر في سان فرانسيسكو، وهو فرعه الوحيد في الولايات المتحدة (الذي تضرر بسبب زلزال أبريل 1906).  بعد انتهاء الحرب الروسية اليابانية في عام 1905، قلص البنك الكثير من أعماله في الصين وكان نشطًا بشكل أساسي في شمال منشوريا، بالإضافة إلى آسيا الوسطى والشرق الأقصى الروسي.  اضطر إلى إغلاق فرعه في الساحة الرئيسية بداليان بعد استيلاء اليابان على أراضي كوانتونغ المستأجرة.  كما عانى أيضًا من أزمة القطن التي أثرت على تركستان الروسية منذ عام 1904. 
بحلول عام 1907، كان لدى البنك 47 فرعًا بالإضافة إلى المكتب الرئيسي في سانت بطرسبرغ:
- موسكو وباطوم
- تركستان الروسية: عشق أباد، بخارى، قوقند، مرجيلان، سمرقند، طشقند، وفيرني (ألماتي حاليًا)
- سيبيريا والشرق الأقصى الروسي: بييسك، بلاغوفيشتشينسك، بودايبو، تشيتا، إيركوتسك، خاباروفسك، كراسنويارسك، كياختا، نيكولاييفسك، سريتينسك، فيرخنيودينسك (أولان أودي حاليًا)، فلاديفوستوك، وزيا.
- منغوليا الخارجية: أولياستاي وأورغا (أولان باتور حاليًا)
- تركستان الصينية: تشوغوتشاك (تاتشنغ حاليًا)، وغولجا (ينينغ حاليًا)، وكاشغر
- منغوليا الداخلية: هايلار وكالجان (تشانغجياكو حاليًا)
- منشوريا: هاربين، جيلين، كوانتشنغ (جزء من تشانغتشون) وتشيتشيهار
- الصين القارية: بكين، تشيفو (الآن يانتاي)، هانكو (الآن جزء من ووهان)، هونغ كونغ ، نيوتشوانغ (الآن ينغكو)، شنغهاي، وتيانجين
- اليابان: هاكوداته، كوبي، يوكوهاما
- كلكتا، لندن، باريس، وسان فرانسيسكو. [15]

في عام 1910، أعطى الاندماج مع بنك الشمال للبنك زخمًا جديدًا، مع شبكة كبيرة من الفروع في روسيا، وأعاد تأسيس نفوذ أصحاب المصلحة الفرنسيين في حوكمة الكيان المندمج. 

## المباني
هُدم مبنى المقر الرئيسي للبنك في سانت بطرسبرغ، الواقع في شارع إيكاترينسكايا 8، خلال الحقبة السوفيتية.

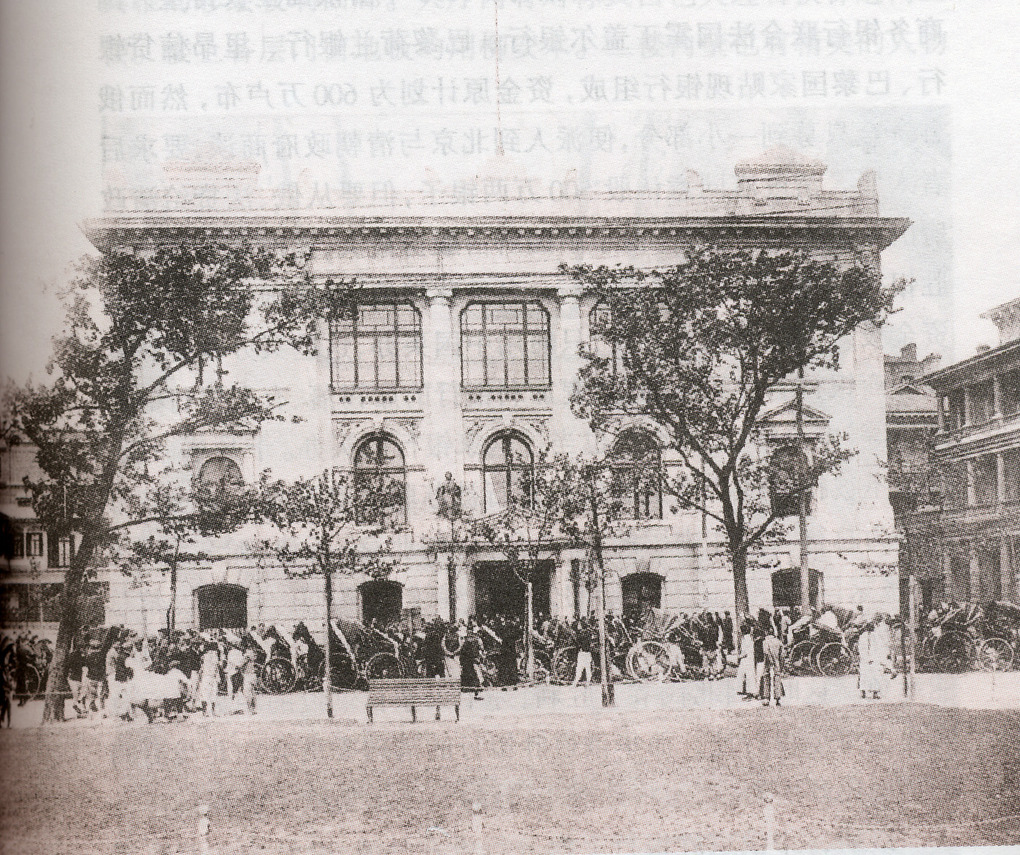
مبنى البنك الروسي الصيني في شنغهاي، اكتمل بناؤه عام 1902
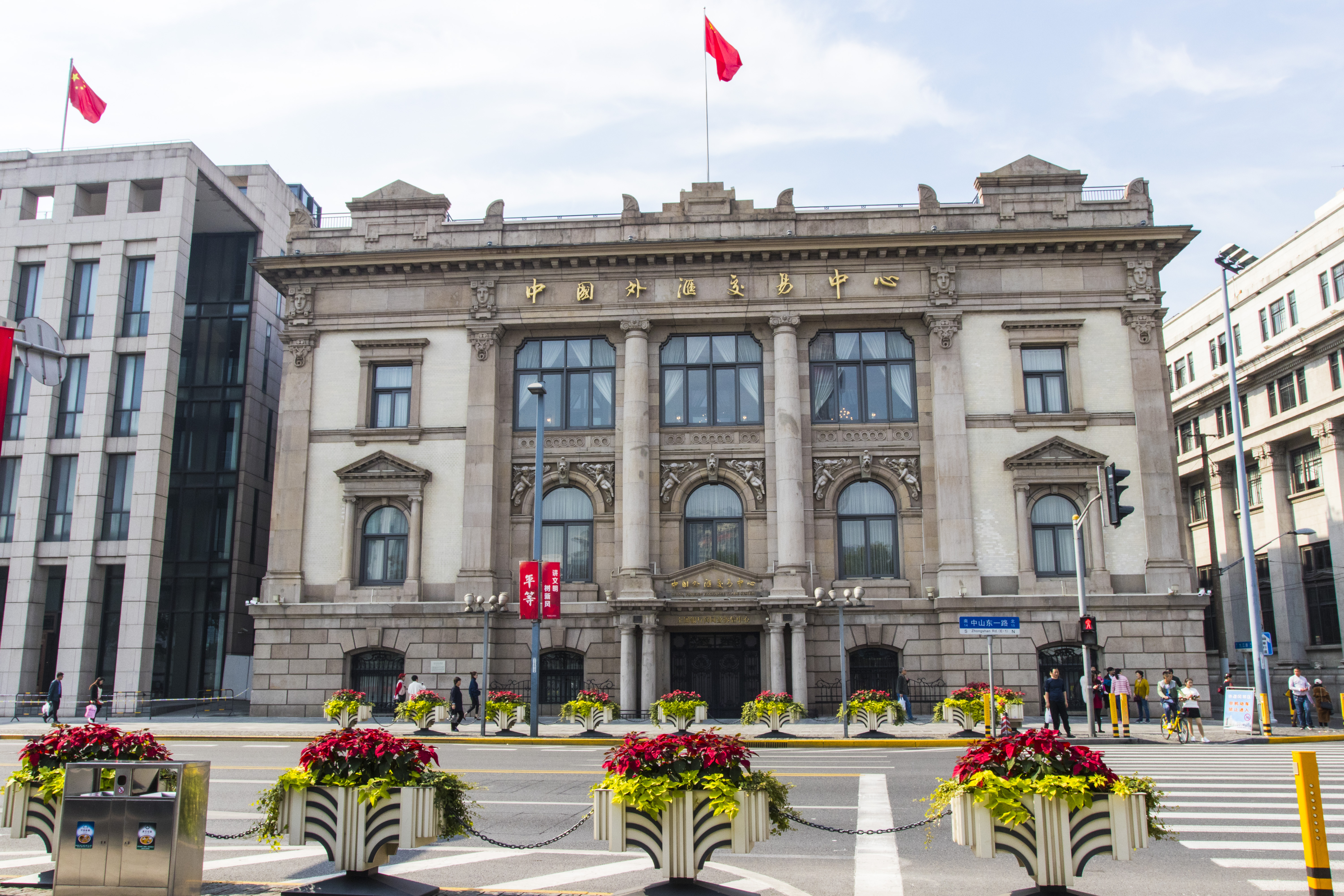
نفس المبنى في عام 2017، مقر نظام تجارة النقد الأجنبي الصيني
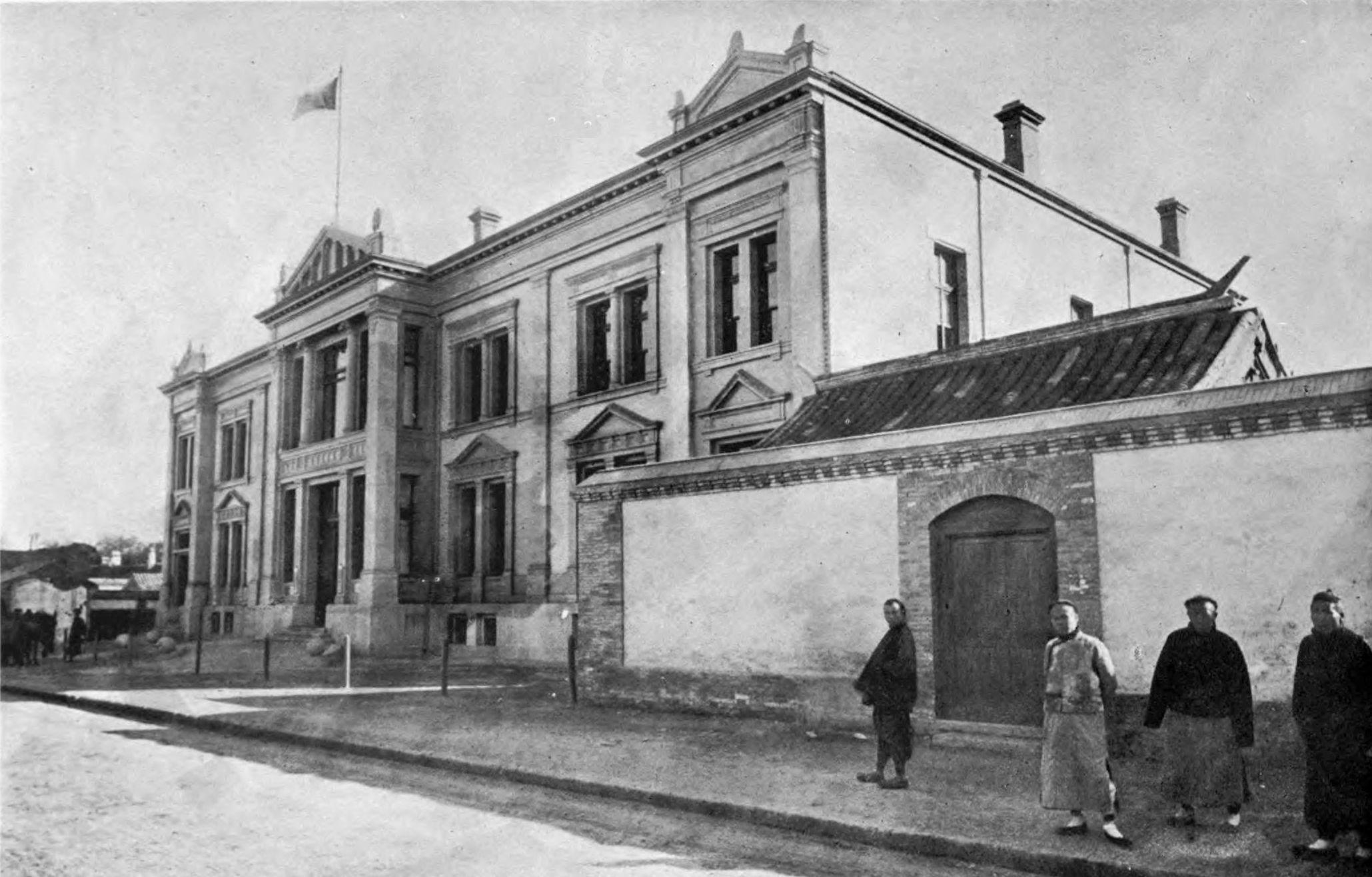
فرع في حي المفوضية في بكين عام 1908؛ موقع لاحق لمؤسسة الخدمات المصرفية الدولية، ومتحف شرطة بكين حاليًا
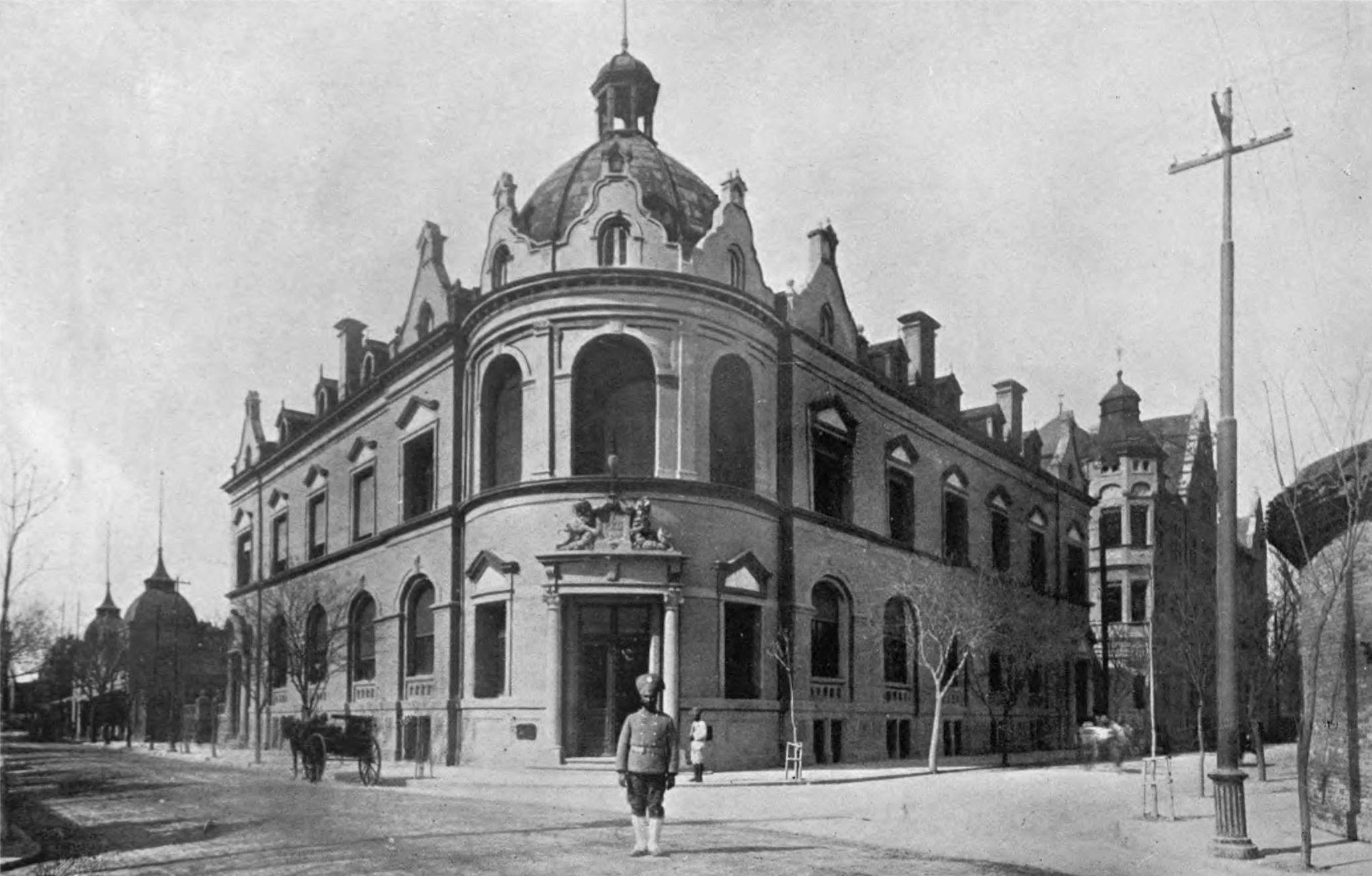
فرع في تيانجين، 1908
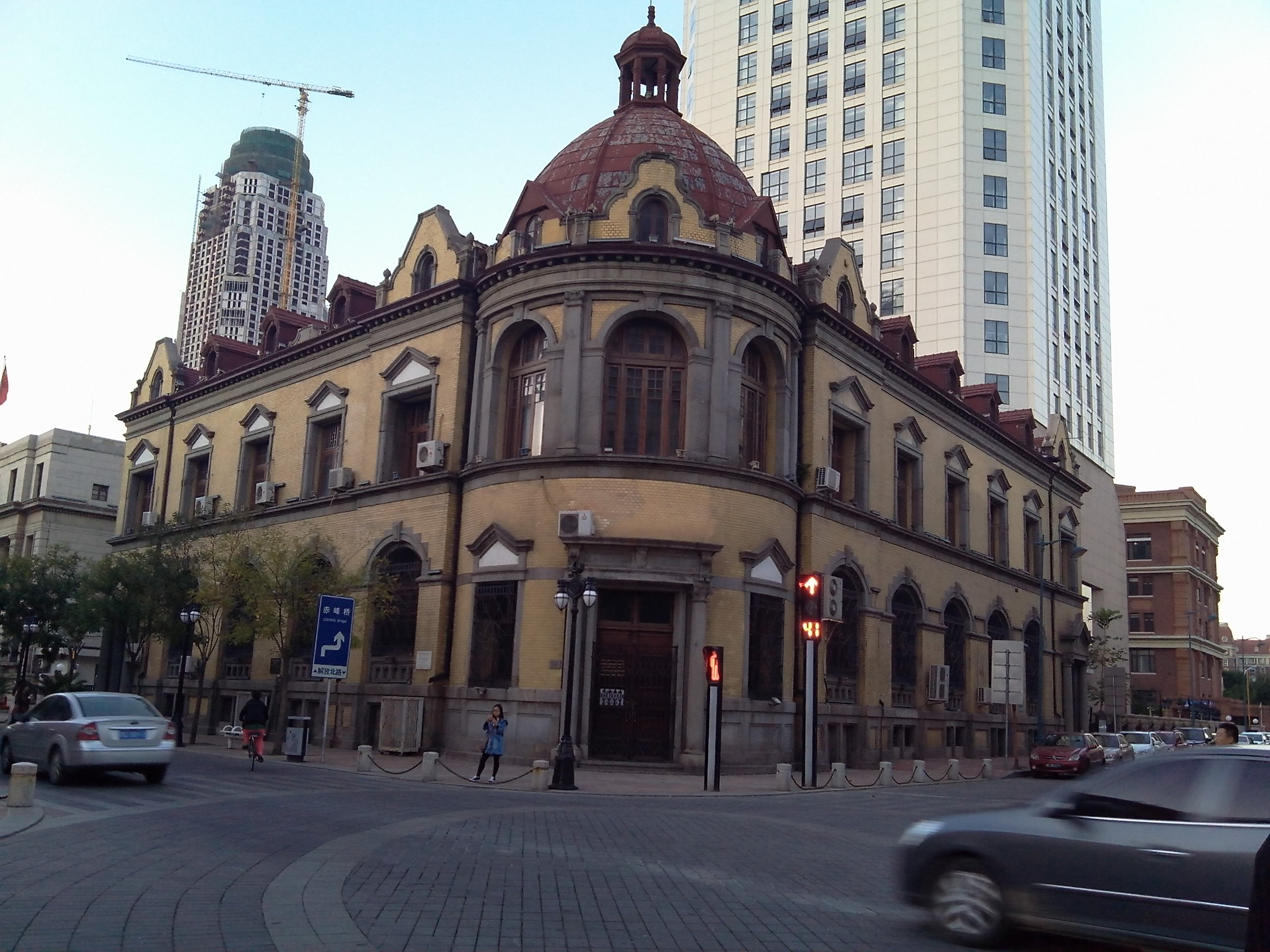
نفس المبنى في عام 2014
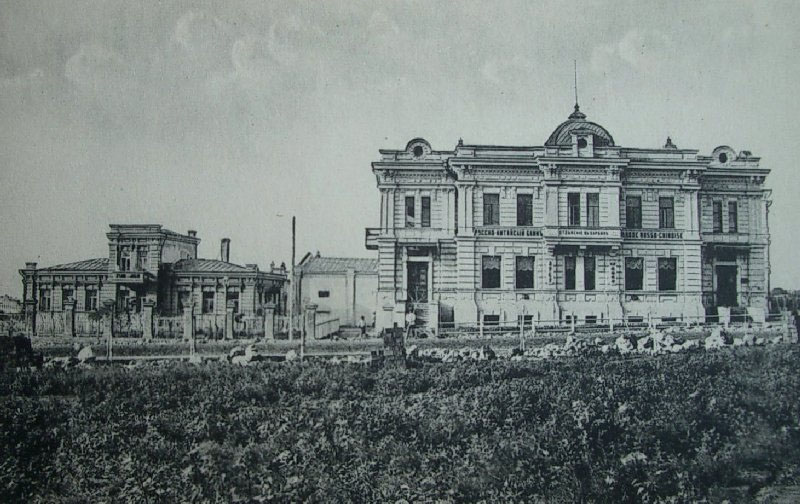
فرع في هاربين، القرن العشرين
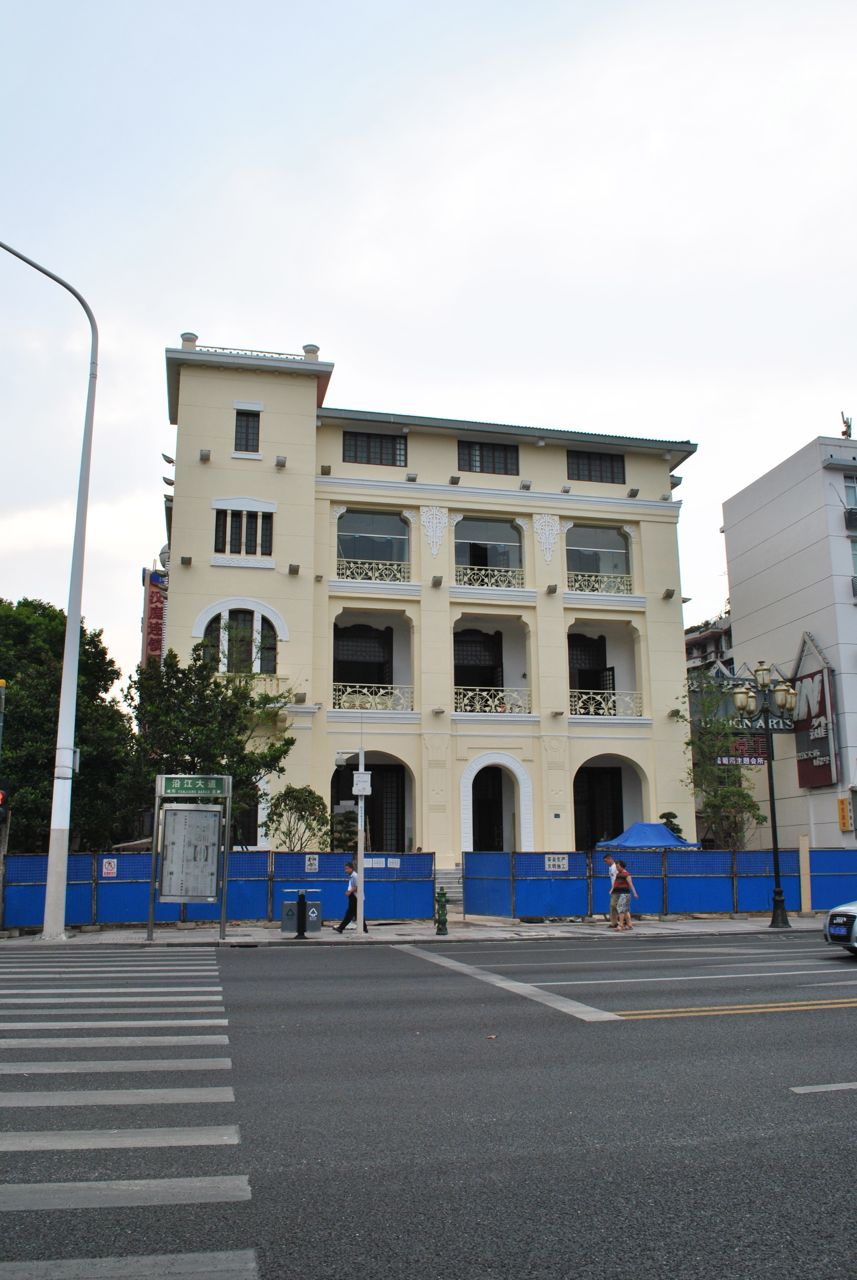
الفرع السابق في ووهان، 2012
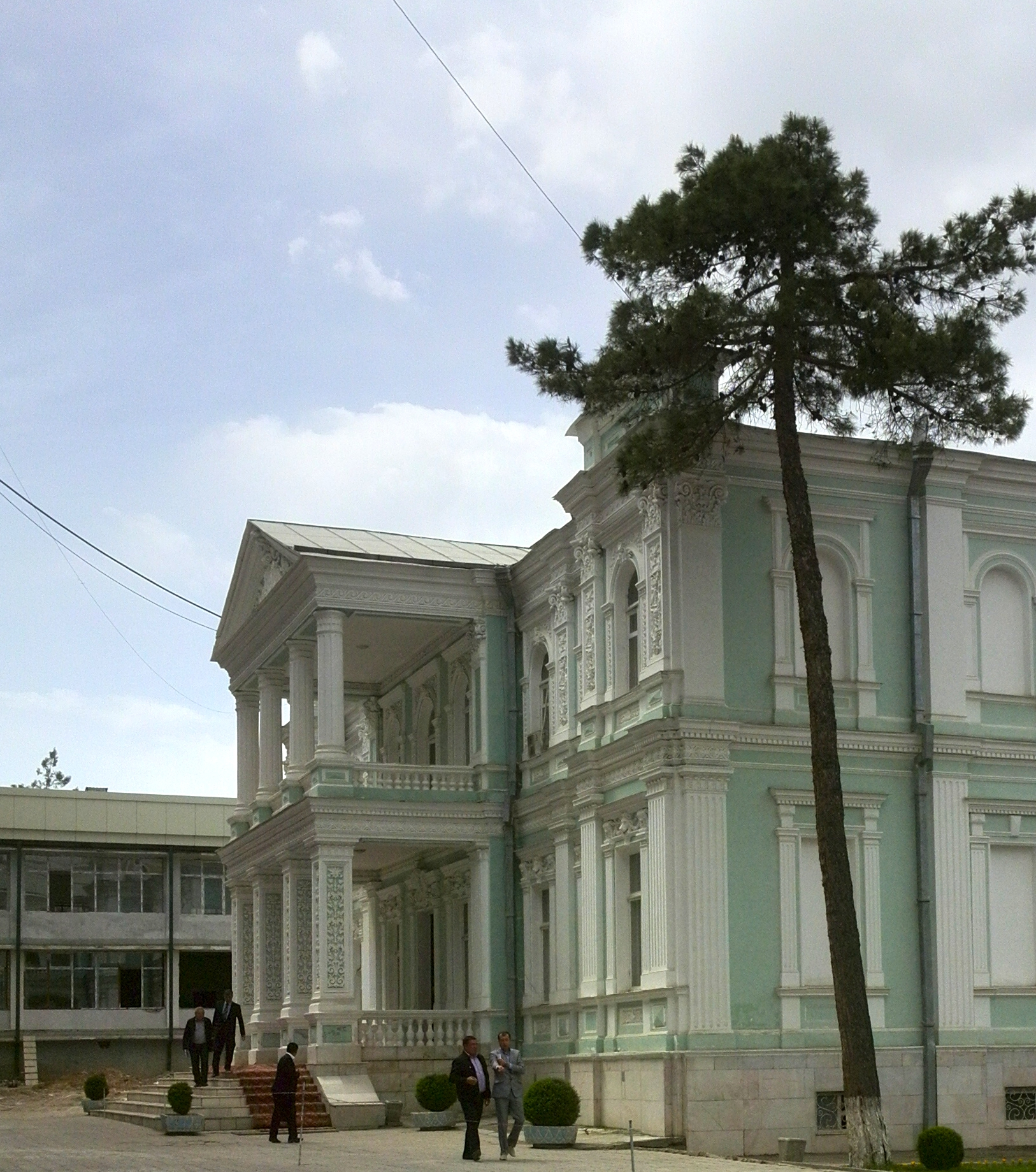
مبنى الفرع السابق في سمرقند، والذي تحول إلى مكتب لرئيس جامعة سمرقند الحكومية، عام 2015، [16] الآن (2025) موقع "متحف الصداقة بين أوزبكستان والصين"
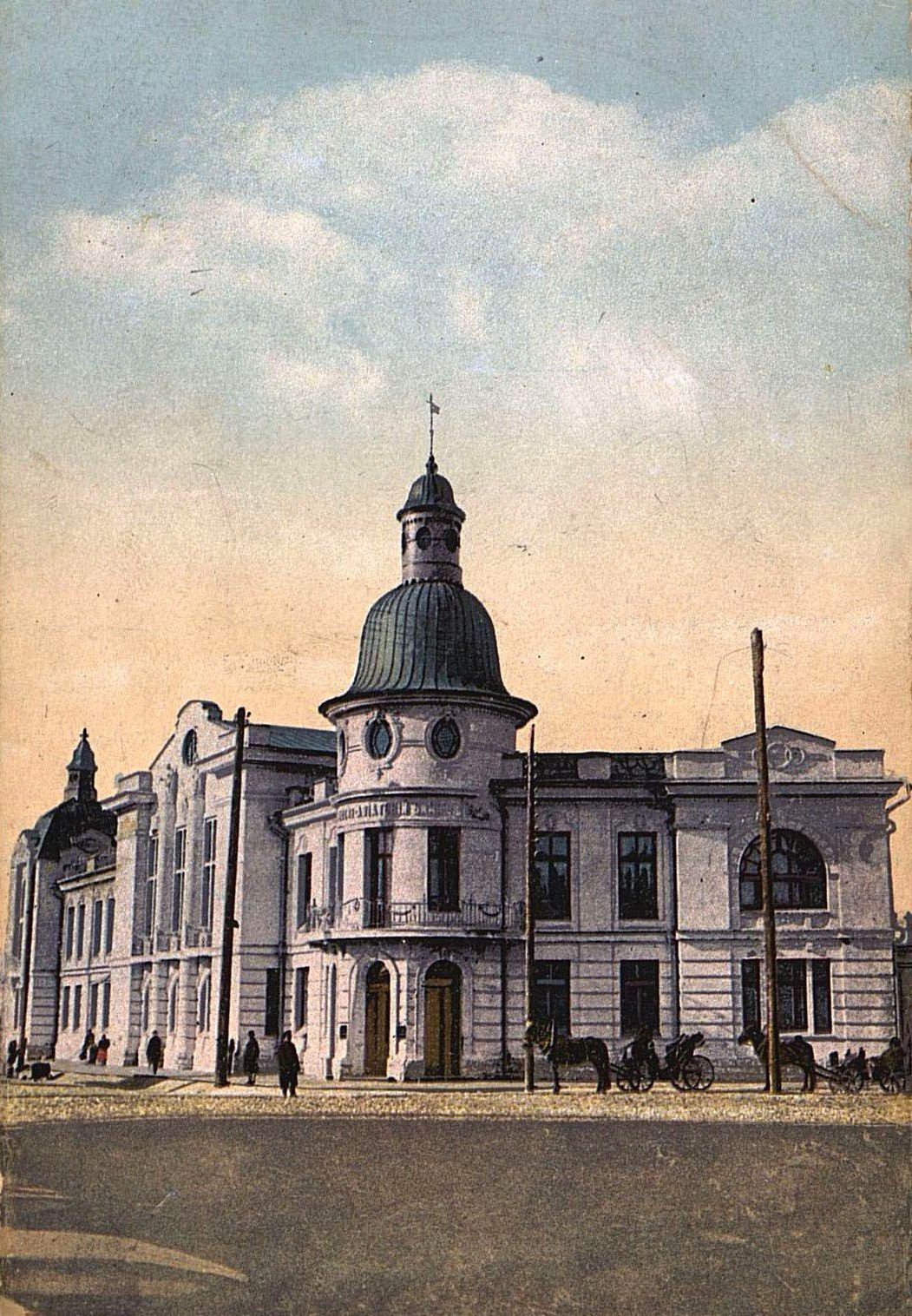
مبنى الفرع في إيركوتسك، القرن العشرين
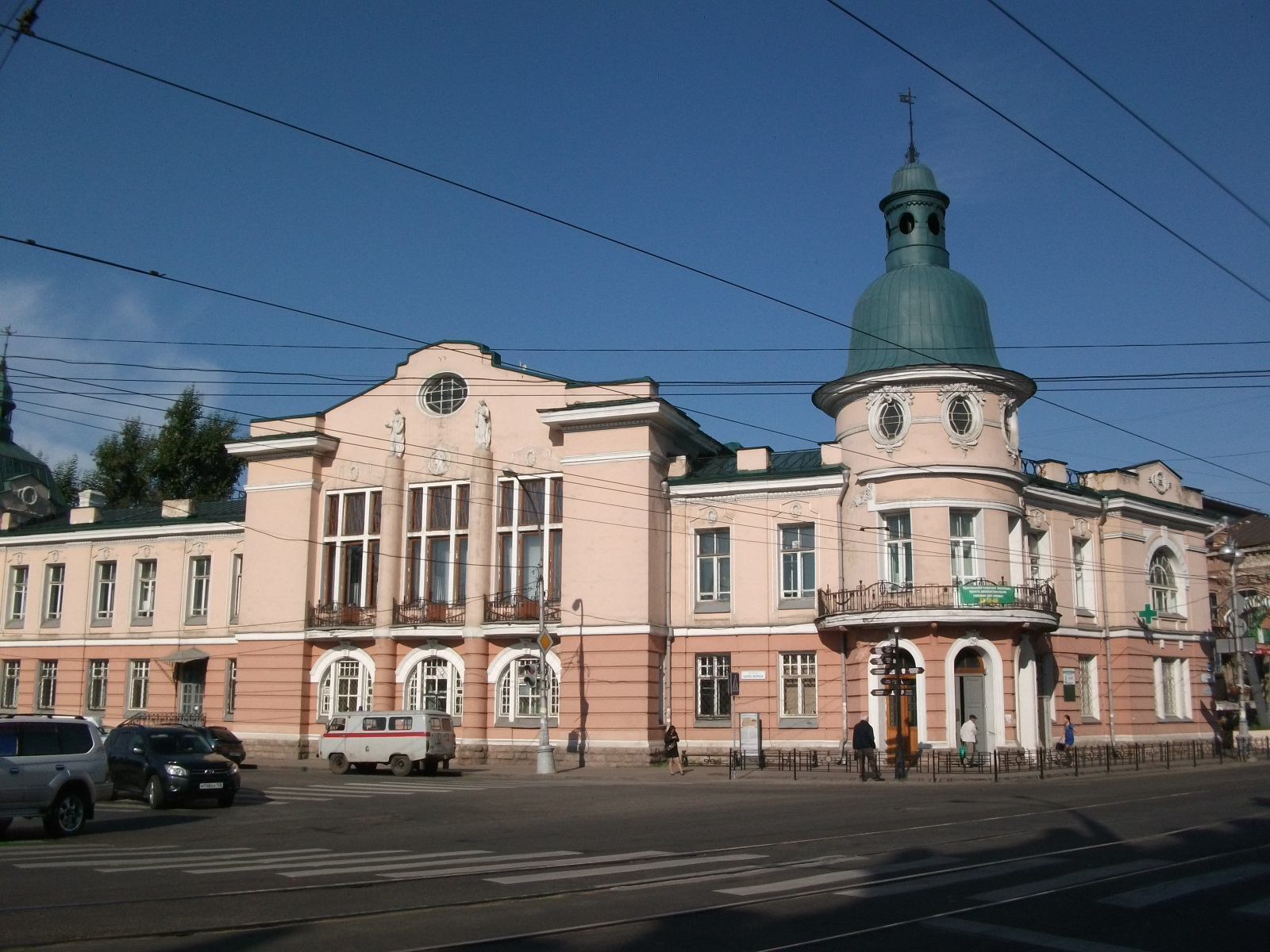
نفس المبنى في عام 2016
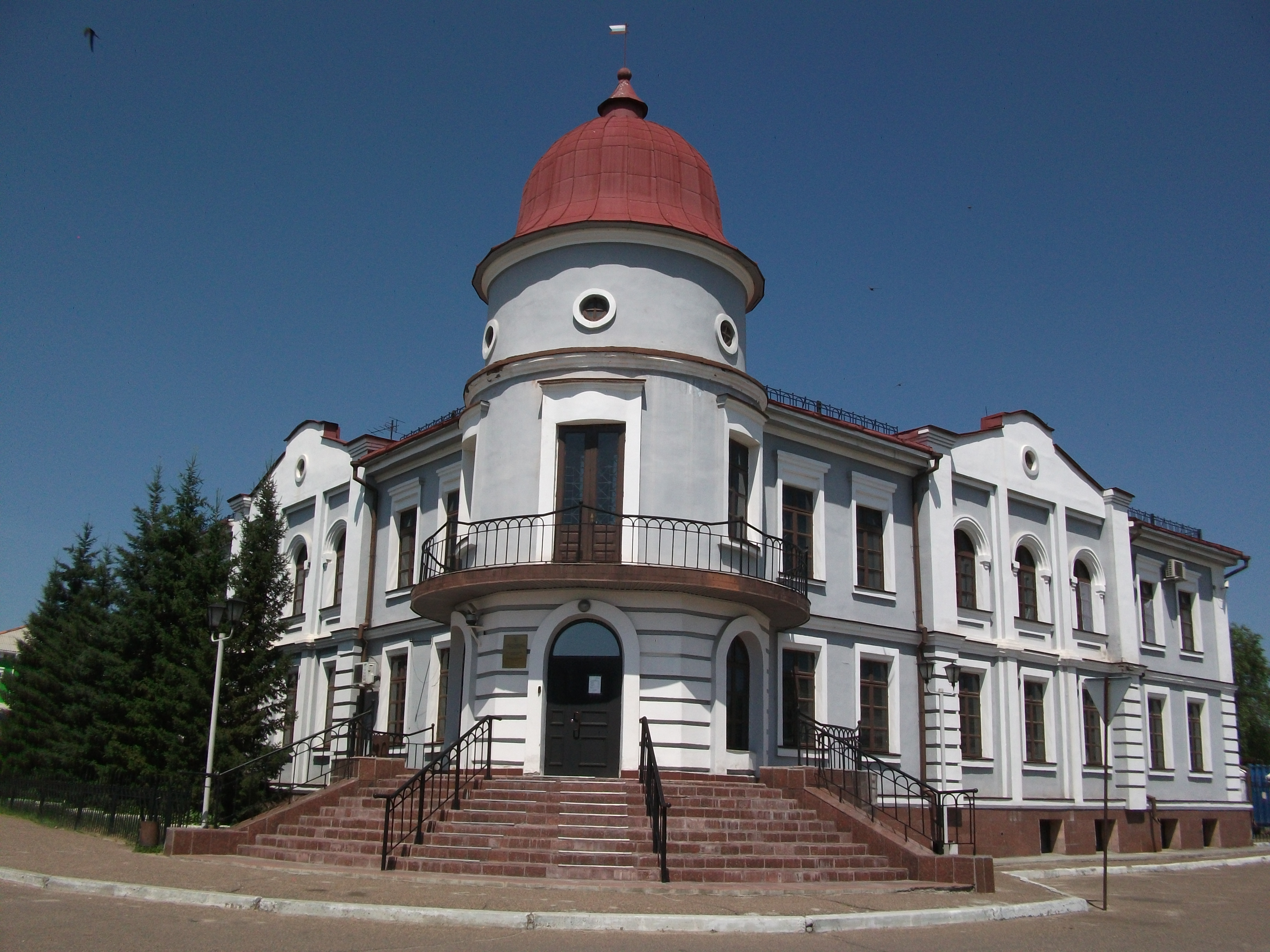
مبنى الفرع السابق في كياختا، 2019
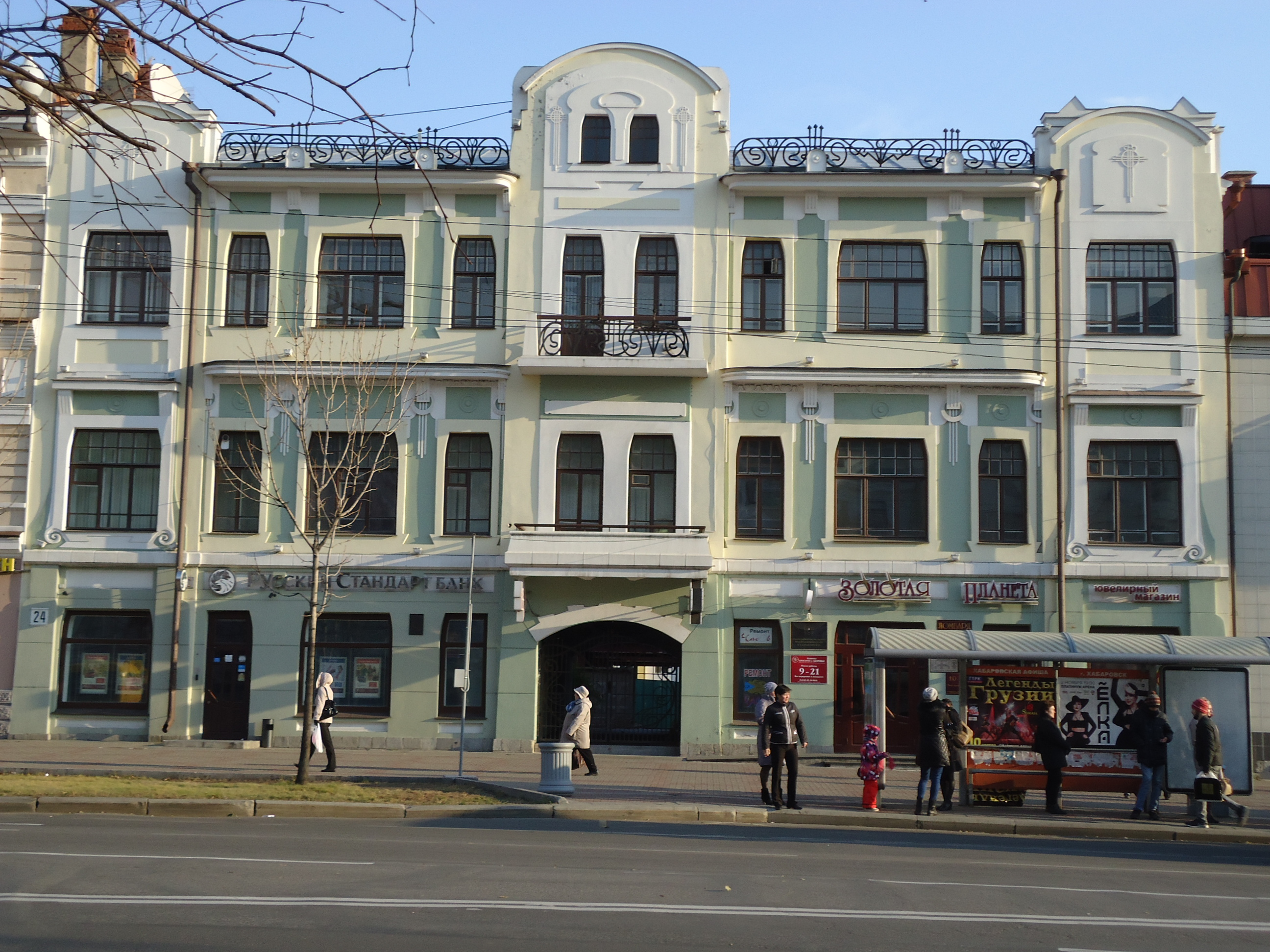
مبنى الفرع السابق في خاباروفسك، 2014
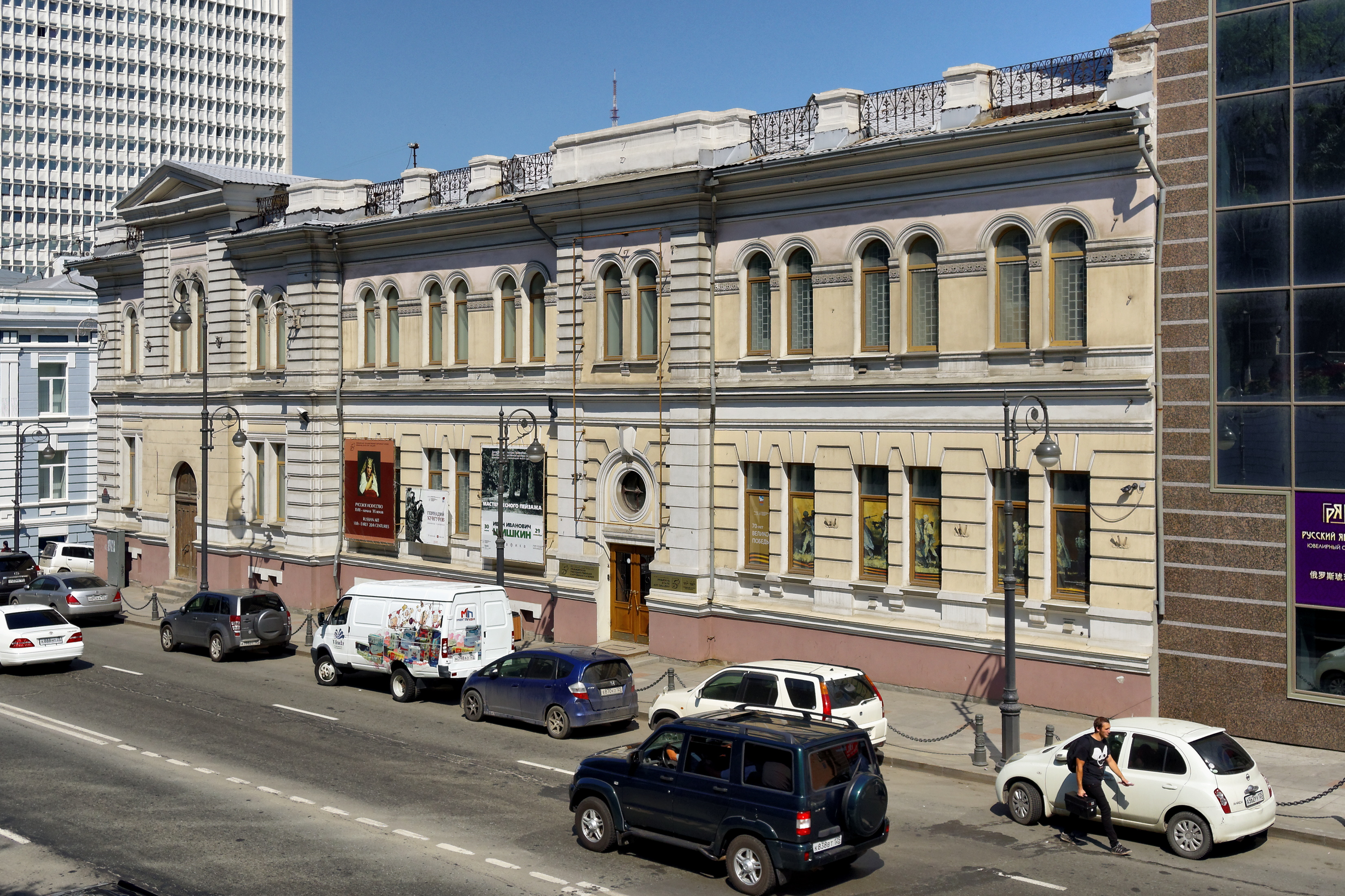
مبنى الفرع السابق في فلاديفوستوك ، وهو الآن معرض بريموري الحكومي، 2015

## الأوراق النقدية
وعلى غرار البنوك الأجنبية الأخرى في الصين في ذلك الوقت، أصدر البنك الروسي الصيني العملة الورقية في المناطق التي أنشأ فيها فروعاً.

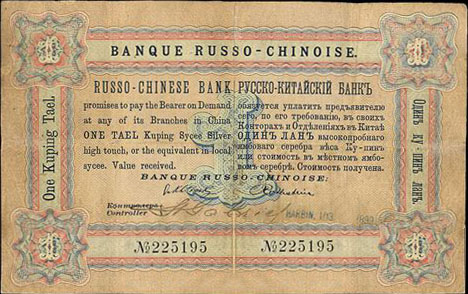
1 تايل، جميع الفروع الصينية (1898)
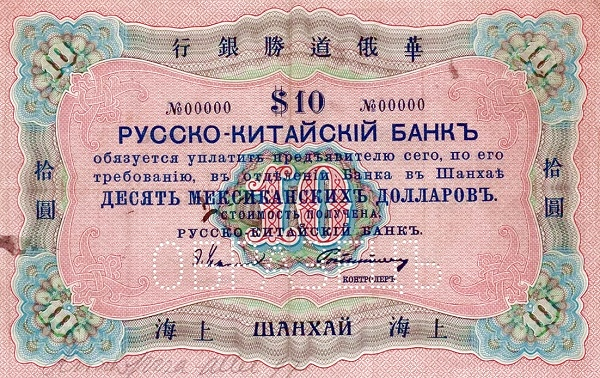
10 دولارات مكسيكية، شنغهاي (1901)
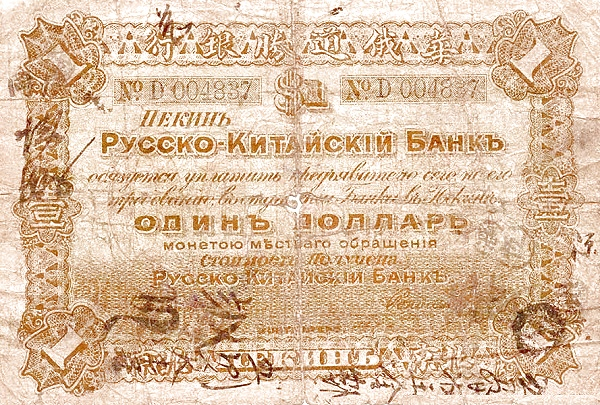
عملة محلية بقيمة دولار واحد، بكين (1903)
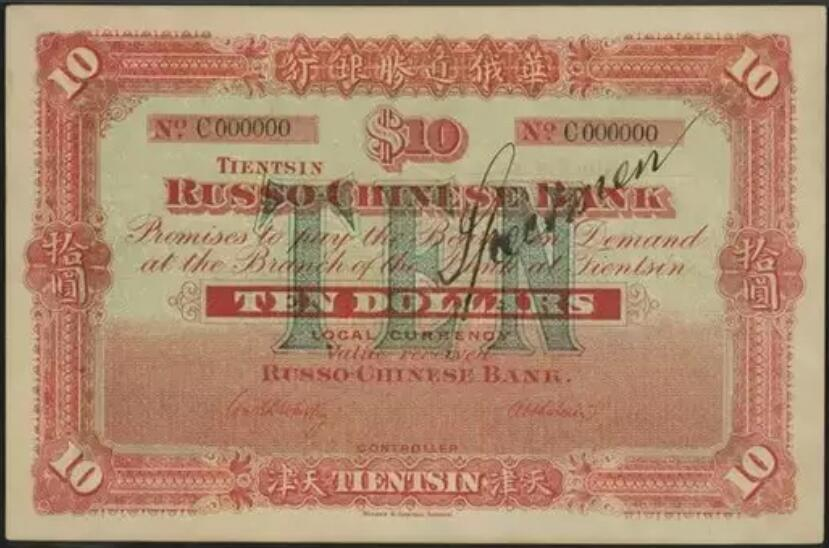
عملة محلية بقيمة 10 دولارات، تيانجين (1900)
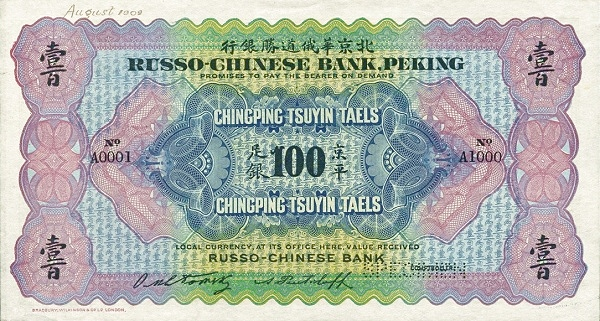
100 تايل، بكين (1907)
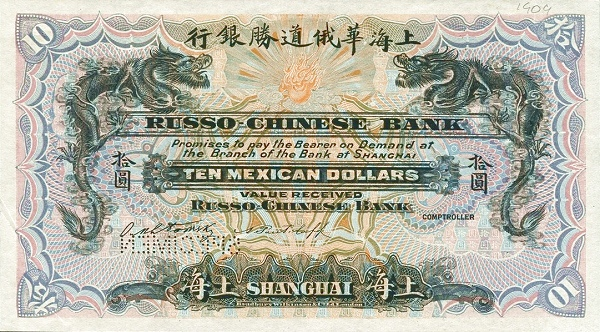
10 دولارات مكسيكية، شنغهاي (1909)
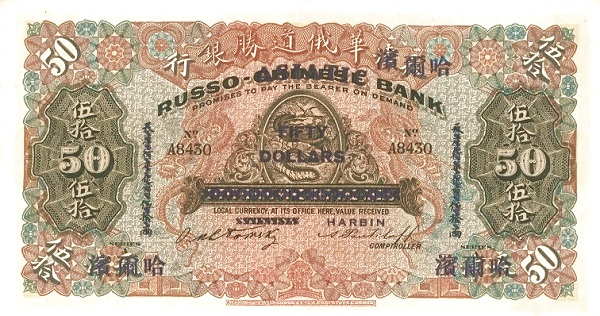
50 دولارًا من العملة المحلية، هاربين (مختومة باسم البنك الروسي الآسيوي)